# Ticonderoga (New York)
Pour les articles homonymes, voir Ticonderoga.
Ticonderoga est une municipalité (town) américaine de l'État de New York, située dans le comté d'Essex. 

## Géographie
La municipalité s'étend sur 229,07 km2 dans le parc Adirondack, à l'angle sud-est du comté d'Essex, à 150 km au nord d'Albany, et est bordée par le lac Champlain à l'est, à la frontière avec l'État du Vermont. Son territoire abrite différentes étendues d'eau dont les lacs Eagle et Putnam ainsi que l'extrémité nord du lac George. Le relief s'étage de 260 m au mont Defiance à l'est à 684 m au mont Treadway à l'ouest. 
Elle comprend les localités de Ticonderoga, qui constitue le centre administratif, Baldwin, Chilson et Street Road.
|         | Crown Point |                           |
| Schroon | Ticonderoga | Shoreham Orwell (Vermont) |
|         | Hague       | Putnam                    |

## Histoire
C'est près du village amérindien de Ticonderoga que Samuel de Champlain parcourut la région du lac Champlain et la rivière La Chute qui coule à côté de Ticonderoga. 
Au XVIIIe siècle, les Français construisirent le fort Carillon, situé à côté de Ticonderoga, pour défendre les limites de la Nouvelle-France face aux incursions anglaises.
La municipalité est créée en 1804 par détachement de la partie sud de celle de Crown Point.

## Politique et administration
La municipalité est administrée par un superviseur et un conseil de quatre membres élus pour deux ans.

## Culture et patrimoine
Le fort Ticonderoga est le principal monument de Ticonderoga.

## Transports
La municipalité abrite l'aéroport de Ticonderoga Muni, consacré à l'aviation générale.
Ticonderoga est desservie par une gare de la ligne Adirondack reliant New York à Montréal.